# Stromacell
Stromaceller eller stroma, är ett slags celltyp som utgör den mjuka bindväven, i de organ som har sådan. Stromacellerna utgör ofta stöd till de vävnader de förekommer vid.
Stromaceller utgör stroma som är den yttre sammanbindande formen som andra celler omsluts av. Anatomiskt sett gör stroma att andra celler behåller formen, håller ihop, och inte flyter ut. Cellbiologiskt sett är all vävnad som utgörs av epitelceller beroende av stromaceller för att fortsätta differentiera på ett normalt sätt. Hos friska människor följer stromacellförändringar på förändringar i epitelcellerna. Vid cancer föregriper onormala stromacellförändringar metastaser och invaderande tumörväxt. Förändringarna i stromacellerna vid cancer tycks bero på fibroblaster i närheten av tumören, som förändrar epitelcellernas fenotyp. Cancertumörer består av cancerceller och ett stroma av blodkärl, stromaceller, immunceller och fibroblaster. Cancerstromat utgör cancercellernas mikroklimat, som anses spela en stor roll för hur tumören och cancern kommer att utvecklas.
Stromaceller förekommer i lymfkörtlar, där de organiserar andra celler. Kvinnobröst innehåller stroma både i och runt loberna. Stroma runt loberna innehåller bland annat fettvävnad och kollagen. I loberna innehåller stroma inflammatoriska celler såsom lymfocyter och mastceller.  I äggstockarna finns stroma, vilka omsluter folliklarna som innehåller äggcellerna, samt finns i äggstockens medulla. I äggstockarna har stromacellerna andra huvuduppgifter än att vara stödjevävnad. I stället tycks de ha uppgifter för den mogna follikeln, och är vaskulära. På motsvarande sätt finns stroma i testiklarna runt de spermatogena cystorna, som innehåller spermier. Stromaceller i benmärgen har karaktären av stamceller. Det finns stromaceller i många andra organ i hela kroppen.